# Герберт Ноллау
Герберт Ноллау (нім. Herbert Nollau; 23 березня 1916, Вольфштайн — 10 квітня 1968, Франкфурт-на-Майні) — німецький підводник, капітан-лейтенант крігсмаріне.

## Біографія
В 1936 році поступив на службу в крігсмаріне. З вересня 1939 по квітень 1940 року служив офіцером-радистом на важкому крейсері «Блюхер». 9 квітня 1940 року крейсер був потоплений в Осло-фіорді вогнем норвезьких берегових батарей, 830 членів екіпажу загинули. Після цього Ноллау недовго служив на легкому крейсері «Емден», після чого був призначений в Гортен офіцером зв'язку в частинах, які здійснювали охорону гавані Осло. З січня по червень 1941 року проходив стандартну підготовку підводника, з липня по серпень ознайомився з будівництвом підводних човнів, після чого був призначений першим вахтовим офіцером на човен U-505, яким командував Аксель-Олаф Леве. Ноллау служив на цьому човні до вересня 1942 року, взяв участь у трьох походах (180 днів у морі). У вересні-грудні 1942 року проходив курс підготовки командира підводного човна. З 23 грудня 1942 по 5 травня 1945 року — командир U-534, на якому здійснив 3 походи (160 днів у морі). 
5 травня 1945 року човен покинув порт Копенгагена і вийшов у відкрите море. З невідомих причин Ноллау наказав відкрити вогонь по літаках союзників, хоча діяв режим припинення вогню. Як наслідок, човен був потоплений 10 глибинними бомбами, скинутими з британського бомбардувальника Consolidated B-24 Liberator. 3 члени екіпажу загинули, решта 49 потрапили у полон. 20 серпня 1945 року Ноллау звільнили з полону. Згодом він влаштувався на роботу у Федеральну поштову службу Франкфурта-на-Майні. покінчив життя самогубством.

## Звання
- Кандидат в офіцери (3 квітня 1936)
- Морський кадет (10 вересня 1936)
- Фенріх-цур-зее (1 травня 1937)
- Обер-фенріх-цур-зее (1 жовтня 1938)
- Обер-лейтенант-цур-зее (1 жовтня 1940)
- Капітан-лейтенант (1 жовтня 1943)

## Нагороди
- Залізний хрест
  - 2-го класу (24 квітня 1940)
  - 1-го класу (серпень 1942)
- Нагрудний знак підводника (8 травня 1942)
- Нагрудний знак флоту (27 березня 1943)